# Гарлинська Анастасія Євтихіївна
Анастасія Євтихіївна Гарлинська (Гарлінська) (нар. 1917, тепер Дніпропетровської області — 1982, село Вівчицьк Ковельського району Волинської області) — українська радянська діячка, доярка колгоспу імені Сталіна («Дружба») Голобського (Ковельського) району Волинської області. Герой Соціалістичної Праці (26.02.1958). Депутат Верховної Ради СРСР 5-го скликання.

## Життєпис
Народилася 1917 року в селянській родині. Потім родина переїхала в село Вівчицьк Волинського воєводства Польщі. Освіта початкова.
Працювала у власному сільському господарстві. У 1930-ті роки брала активну участь у прорадянській підпільній роботі проти польської влади.
У 1940—1941 роках — колгоспниця колгоспу Голобського району Волинської області. 
З 1947 року — доярка вівчицької ферми колгоспу імені Сталіна (потім — «Дружба») (центральна садиба — в селищі Голоби) Голобського (тепер —Ковельського) району Волинської області.
Член КПРС з 1955 року.
Потім — на пенсії в селі Вівчицьк Ковельського району Волинської області.

## Нагороди
- Герой Соціалістичної Праці (26.02.1958)
- орден Леніна (26.02.1958)
- орден Трудового Червоного Прапора (14.02.1975)
- медалі